# Garra rufa
Garra rufa – gatunek ryby z rodziny karpiowatych (Cyprinidae).

## Występowanie
Garra rufa występuje w subtropikalnych wodach płynących Bliskiego Wschodu, zwłaszcza w dorzeczach Jordanu, Orontesu, Tygrysu i Eufratu; raczej unika wód stojących. Stwierdzono go w Iranie, Iraku, Izraelu, Jordanii, Palestynie, Syrii i Turcji.

## Budowa
Ciało wydłużone o cylindrycznym kształcie, nieco spłaszczone. Dolna warga przekształcona jest w przyssawkę umożliwiającą przyczepienie się do skał lub kamieni w wartkiej, rwącej wodzie. Dorastają od 10 do 12 cm długości (maksymalnie do 14,1 cm).

## Znaczenie dla człowieka

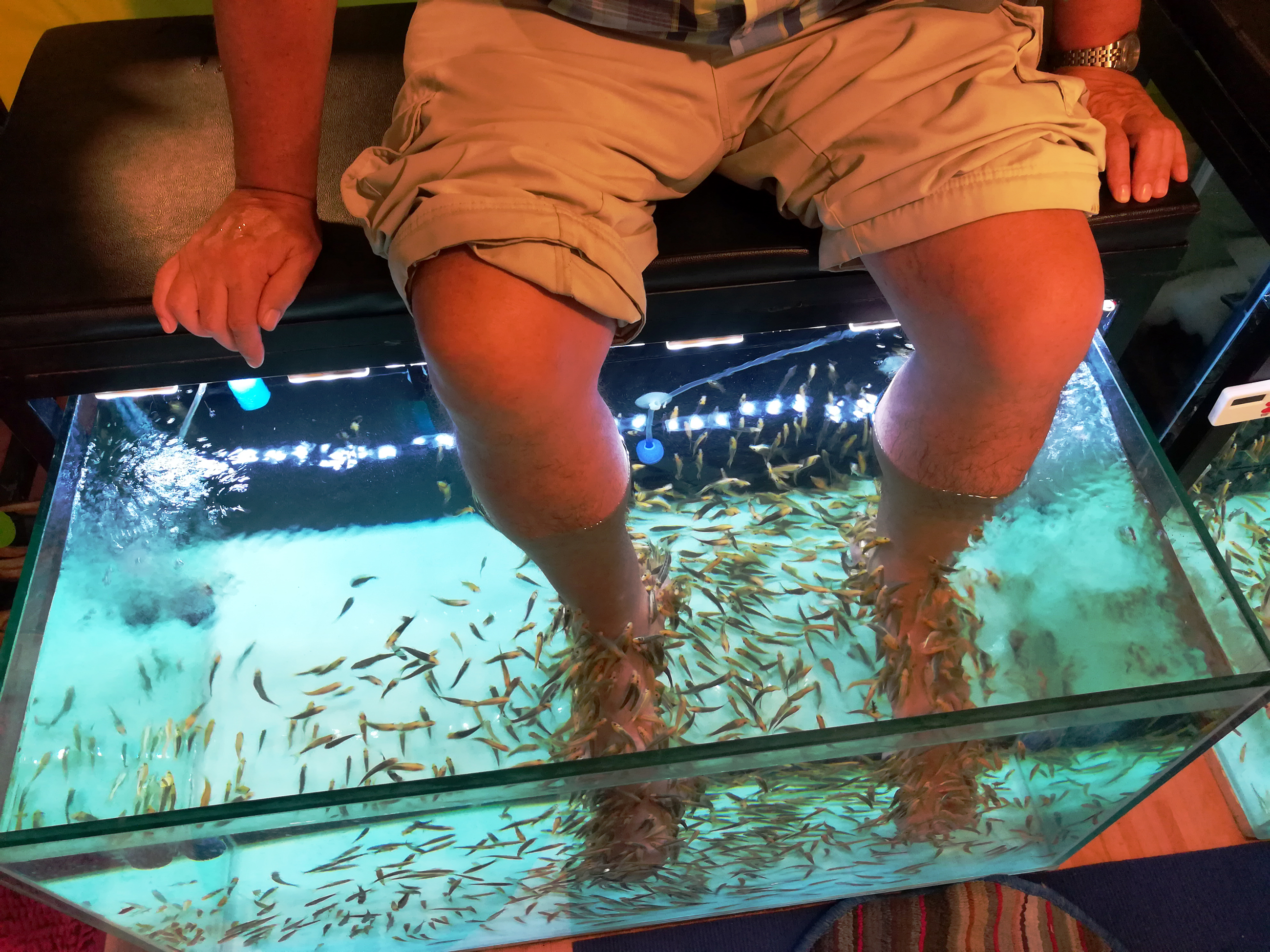
Ichtioterapia w Tajlandii

Bardzo popularne w ichtioterapii chorób skóry, dzięki oryginalnemu sposobowi żywienia. Bezzębna Garra rufa może odżywiać się złuszczającym się naskórkiem lub chorą tkanką skóry osób cierpiących na takie schorzenia, jak łuszczyca. Zabieg ichtioterapii rybkami Garra rufa polega na zanurzeniu kończyn, najczęściej nóg, ale czasem nawet całego ciała, w akwarium z tymi rybami. Jeden zabieg trwa zwykle od 15 do 30 minut i potrzeba do niego kilkuset ryb.

## Kontrowersje
Przeciwnicy ichtioterapii zwracają uwagę na ryzyko chorób przenoszonych przez wodę, w której pływają rybki. Zabiegom z użyciem Garra rufa przypisuje się pomyłkowo negatywne skutki stosowania przez niektóre salony kosmetyczne tańszych ryb Chin-Chin, które mają zęby i odżywiają się zarówno tkanką chorą, jak i zdrową. Ugryzienia takiej ryby mogą powodować zranienia i, co za tym idzie, zakażenia.